# ロットスタッフ
有限会社ロットスタッフは、日本の芸能事務所。

## 所属タレント
- 米田弥央
- ただのあっ子
- 澤純子
- 中村優里
- 斉藤範子
- 須永千恵
- 牧口元美
- 十貫寺梅軒
- たんぽぽおさむ
- 中田敦夫
- 細野哲弘
- 千葉ペイトン
- 河野達郎
- 川崎賢一
- 柳之内たくま
- 白神充
- 鯨井智充
- ヒロウエノ